# Conus polyzonias
Conus polyzonias é uma espécie de gastrópode do gênero Conus, pertencente à família Conidae.